# Меньшикова, Нина Евгеньевна
Ни́на Евге́ньевна Ме́ньшикова (8 августа 1928, Москва, СССР — 26 декабря 2007, Москва, Россия) — советская и российская киноактриса; народная артистка РСФСР (1977), лауреат Государственной премии СССР (1970).

## Биография
Родилась 8 августа 1928 года в Москве, в семье военнослужащего.
В 1947 году поступила во ВГИК на актёрский факультет. Сначала училась на курсе Бориса Бабочкина, но потом перевелась на курс младше к Сергею Герасимову.
В 1953 году окончила вуз (мастерская Сергея Герасимова и Тамары Макаровой); с этого же года стала работать в Театре-студии киноактёра.
Дебютом в кино стала роль Машеньки в фильме «Переполох» (1955).
За долгие годы творческой деятельности сыграла более шестидесяти заметных и ярких ролей в таких кинофильмах как «Первые радости» (1956), «Память сердца» (1958), «Баллада о солдате» (1959), «Чудотворная» (1960), «Девчата» (1961), «Сердце матери» (1965), «Верность матери» (1966), «Доживём до понедельника» (1968), «Сто дней после детства» (1975), «Школьный вальс» (1978), «Открытое сердце» (1982) и других. 

#### Семья
Муж — Станислав Ростоцкий (1922—2001), кинорежиссёр; народный артист СССР (1974).
Сын — Андрей Ростоцкий (1957—2002), киноактёр; заслуженный артист РСФСР (1991).
Внучка — Ольга.

#### Смерть
Скончалась 26 декабря 2007 года на 80-м году жизни в Москве, после продолжительной болезни. Похоронена на Ваганьковском кладбище.

## Фильмография
- 1955 — Переполох — Машенька
- 1956 — Первые радости — Ксения Рогозина
- 1958 — Память сердца —  Екатерина Ивановна, учительница
- 1958 — Человек с планеты Земля — Люба Циолковская
- 1959 — Хмурое утро — Чесночиха
- 1959 — Баллада о солдате — телеграфистка
- 1959 — Первый день мира — фрау Мария Фишер
- 1960 — Чудотворная — Варвара
- 1960 — Серёжа (нет в титрах)
- 1960 — Первое свидание — Тоня
- 1961 — Битва в пути — Нина
- 1961 — Девчата — «мама» Вера
- 1962 — Молодо-зелено — эпизодическая роль
- 1963 — Большие и маленькие — Вера Игнатьевна Коробова
- 1963 — Человек, который сомневается — мать Тани
- 1964 — Где ты теперь, Максим? — мать
- 1965 — Чистые пруды — мать Сергея Ракитина
- 1965 — Сердце матери — Анна Ульянова
- 1966 — Серая болезнь
- 1966 — Верность матери — Анна Ульянова
- 1968 — Доживём до понедельника — Светлана Михайловна, учительница литературы
- 1970 — Хуторок в степи — Татьяна Ивановна
- 1972 — Человек на своём месте — Анна Петровна Звягина, передовая доярка
- 1972 — Возвращение скрипки — Надежда Ивановна
- 1973 — Возврата нет —  инструктор райкома Короткова
- 1974 — Ваши права? — Светлана Глебовна, инспектор детской комнаты милиции
- 1975 — В ожидании чуда — экскурсовод
- 1975 — Сто дней после детства — Ксения Львовна
- 1975 — Шторм на суше — Марфа Корнеевна, мать Мити
- 1977 — «Посейдон» спешит на помощь — Надежда Васильевна
- 1978 — Школьный вальс — мать Дины
- 1979 — Крутое поле — Серафима
- 1979 — Моя Анфиса — мать Николая
- 1979 — Иванцов, Петров, Сидоров — Ксения
- 1981 — Шестой — Ольга Васильевна
- 1981 — В небе «Ночные ведьмы» — Марья Ивановна, комиссар
- 1982 — Открытое сердце — старшая медсестра
- 1983 — Серафим Полубес и другие жители земли — Марфа
- 1985 — Господин гимназист — Елена Ивановна Ступина
- 1986 — Конец операции «Резидент» — Вера Сергеевна
- 1987 — Визит к Минотавру — жена Иконникова
- 1987 — Николай Подвойский — Мария Ульянова
- 1987 — Ссуда на брак — Варвара Петровна, руководитель
- 1989 — …И вся любовь — эпизодическая роль
- 1990 — Шапка — Лариса Евгеньевна Каретникова
- 1991 — Под маской Беркута — эпизодическая роль
- 1991 — Призраки зелёной комнаты — мадам Леблан
- 2003 — Евлампия Романова. Следствие ведёт дилетант (фильм № 3, «Сволочь ненаглядная») — Капитолина Макаровна
- 2006 — Человек безвозвратный — Елизавета Петровна

## Признание и награды
- Заслуженная артистка РСФСР (29.09.1969)[источник не указан 647 дней]
- Государственная премия СССР (1970) — за исполнение роли Светланы Михайловны в фильме «Доживём до понедельника» (1968)[1][4]
- Народная артистка РСФСР (7 января 1977) — за заслуги в области советского киноискусства[1][4][9]
- Медаль «За доблестный труд в Великой Отечественной войне 1941-1945 гг.»[4]
- Медаль «Ветеран труда»[4]
- Медаль «50 лет Победы в Великой Отечественной войне 1941-1945 гг.»[4]